# كرة السلة للسيدات
لعبة كرة السلة للسيدات هي واحدة من الرياضات النسائية القليلة التي توسعت بجانب نظيرها من الرياضات الرجالية. حيث أصبحت رائجة فتمتد من الساحل الشرقي للولايات المتحدة إلى الساحل الغربي في جزء كبير بواسطة كليات الفتيات. أُستخدِم مصطلح «كرة السلة للسيدات» أيضاً في عام 1895-1970 للإشارة إلى كرة الشبكة، والتي تطورت بشكل مواز مع كرة السلة النسائية الحديثة.
يضم كأس العالم لرابطة الاتحاد الدولي لكرة السلة النسائي أكبر الفرق الوطنية من البطولات القارية والإتحاد الوطني لكرة السلة النسائية هو الدوري الرئيسي في أمريكا الشمالية، بينما تمت السيطرة على الدوري الأوربي للسيدات بواسطة فرق من الدوري الروسي لكرة السلة النسائية والرابطة الوطنية الأولى لرياضة كرة سلة الجامعات رائجة أيضاً في الولايات المتحدة.

## بداية لعبة كرة السلة للسيدات
بدأت لعبة كرة السلة للسيدات في شتاء عام 1892 في كلية سميث، حيث قامت المعلمة سيدنا برينسون بتدريس طالباتها كرة السلة في كلية سميث على أمل أن هذا النشاط سيحسن من صحتهم النفسية. كانت لعبة كرة السلة قديماً مؤيدة من منتسبي جمعية الشبان المسيحية ومن الكليات في جميع أنحاء الولايات المتحدة، ومع ذلك برينسون كانت ببساطة تخاطر في تعليم اللعبة للنساء، كانت تشعر بالقلق قليلاُ بشأن النساء اللواتي يعانين من «التعب العصبي» إذ كانت الألعاب مرهقة جداً بالنسبة لهم، ومن أجل جعل هذه اللعبة «مقبولة» ليمارسوها النساء، كانت تدرس على تعديل القواعد. ويشمل هذا تقسيم الملعب إلى ثلاث مناطق وتسعة لاعبين لكل فريق، فقد تم تعيين ثلاثة لاعبين في كل منطقة (حارس ولاعب الوسط ولاعب الهجوم) ولا يمكنهم أن يعبروا الخط إلى منطقة أخرى. كانت الكرة تتحرك من قسم إلى أخر عن طريق التمرير أو المحاورة، واقتصر اللاعبون على ثلاثة محاور والسيطرة على الكرة لمدة ثلاث ثوان، لا يسمح بانتزاع أو قذف الكرة بعيداً عن اللاعب ويتطلب بعد كل نتيجة قفزة الوسط، إن كلاً من كرة السلة والقدم كانت من المعدات. إنتشرت القواعد المختلفة لبرينسون في جيع أنحاء البلاد عن طريق جمعية الشبان المسيحيين والكليات.
وتم لعب أول لعبة مشتركة لكرة سلة طالبات الكليات بين فرق من جامعة ستانفورد وجامعة كاليفورنيا، بيركلي في عام 1896.

## لعبة كرة السلة الحديثة للسيدات
نمت شعبية كرة السلة للسيدات بشكل منتظم في جميع أنحاء العالم على مدى عقود. وجذبت الرياضة في سنة 1970 انتباه اللجنة الأولمبية الدولية، حيث أضافت لعبة كرة السلة للسيدات كرياضة رسمية للألعاب الأولمبية في 1976 وبدأ التمويل والاهتمام برياضة كرة السلة للسيدات بتزايد كبير طوال سنة 1970، كما بدأت المدارس التي تتلقى التمويل الإتحادي بالالتزام بالقوانين الجيدة والتي تكلف بعدم التمييز بناءً على الجنس. وتكسب الرياضة اهتماماَ على مستوى جامعي تحت رعاية رابطة الألعاب الرياضية المشتركة لطالبات الكليات، وحدث تطور كبير في لعبة كرة السلة للسيدات عام 1982 عندما بدأت الرابطة الوطنية للاعبين الرياضيين بين الكليات بتبني هذه الرياضة، فأسست الرابطة الوطنية لكرة السلة الأمريكية للسيدات في عام 1996 بعد عدة محاولات فاشلة في البطولات الاحترافية للمرأة في الولايات المتحدة.

## القواعد والأدوات
إن قواعد كرة السلة للسيدات مشابهة لقواعد لعبة كرة السلة للرجال، ومن الممكن أن أكبر فرق هو محيط كرة السلة للسيدات حيث أنه أصغر بإنش واحد من محيط حجم كرة السلة للرجال. وإن خط الثلاث نقاط للنساء في كرة السلة الأمريكية للمحترفين تكون أقرب قليلاً إلى السلة من الرجال. تستخدم المرأة 30 ثانية في ساعة التوقيت في كرة السلة الجامعية بالولايات المتحدة بدلاً من 35 ثانية.
حجم كرة السلة
إن الحد الأدنى للحجم النظامي لمحيط الكرة في الرابطة الوطنية لكرة السلة النسائية هو 28.5 إنش (72.4 سم) إي أنه أصغر من حجم كرة الرابطة الوطنية بـ 1.00 إنش (2.54) وهذا معيار حجم الكرة 6، يستخدم هذا الحجم المستوى العالي كله في المسابقات النسائية حول العالم كما في سنة 2008.
أبعاد الملعب
إن مقايس طول الملعب في جامعة الولايات المتحدة والرابطة الوطنية لكرة السلة هي 94 قدماً ومقاييس الملعب للإتحاد الدولي لكرة السلة أصغر قليلاً بـ 28 متر طولاً و15 متر عرضاً، وإن خط الثلاث نقاط من وسط السلة في منافسات الرابطة الوطنية لكرة السلة النسائية يبلغ 20 قدماً و 6.25 إنش (6.25متر) ولكن في منافسات الاتحاد الدولي لكرة السلة يبلغ 6.75متر (22قدماً في1.7)، كما أنه لا يوجد اعتراض\ هجوم في الخط الفاصل تحت السلة في الرابطة الوطنية لكرة السلة بينما أسس الاتحاد الدولي لكرة السلة قواعد في 2010 وهي1.25 متراً (4قدماً في1) بأن يكون الاعتراض\الهجوم في الخط الفاصل.
ساعة التوقيت
تم تغيير ساعة التوقيت للرابطة الوطنية لكرة السلة والتي كانت تلعب في الاتحاد الدولي لكرة السلة من 30 إلى 24 ثانية، وتستخدم الرابطة الوطنية لكلية السلة بين الجامعات للسيدات الآن 30 ثانية لساعة التوقيت.
ساعة الملعب
تلعب معظم العاب مدارس الثانوية في أربعة أرباع من 8 دقائق، وفي حين أن العاب الرابطة الوطنية للأعبين الرياضيين بين الكليات والرابطة الوطنية والاتحاد الدولي لكرة السلة كانت تلعب في أربعة أرباع من 10 دقائق، غيرت الرابطة الوطنية للأعبين الرياضيين بين الكليات القواعد إلى 4\10 دقائق من نصفين لعشرين دقيقة في2015-2016.

## الإدارة
إن لعبة كرة السلة للسيدات خاضعة دولياً من قبل الإتحاد الدولي لكرة السلة، منذ سنة 1953إستضاف الاتحاد الدولي لكرة السلة البطولات العالمية لدوري السيدات والذي يعرف حالياً ببطولة كأس العالم لكرة السلة للسيدات وتم تغيير اسم الحدث من بطولة العالم للإتحاد الدولي لكرة السلة للسيدات بعد إصداره في 2014، ويقام حالياً في سنوات الألعاب الأولمبية غير الصيفية، ولكن كان هناك بعض القلق حول امتداد الرياضة بعد ماتمنع الهيئة الرئيسية النساء المسلمات اللاتي يلعبن بحجابهن.

## مستويات المنافسة
الجامعة
لعبن لاعبات بيرسون المبتدئات من طالبات السنة الثانية الجامعية أول لعبة لكرة السلة النسائية بين الجامعات والتي أقيمت في 22مارس سنة 1893. وأول من لعب لعبة للسيدات خارج الجامعة هما جامعة كاليفورنيا ومدرسة Miss Head's ، وأيضاً تم تدريب كلية ماونت هوليوك وكلية صوفي نيوكومب على يد المدربة كلارا جريجوري باير، مبتكرة كرة نيوكومب، في سنة 1893ثم بعد ذلك بدأن النساء بلعب كرة السلة.
وبحلول سنة 1895، أمتدت اللعبة إلى الكليات في جميع أنحاء البلاد وتتضمن كلية ويلسي وكلية فاسار وكلية برين ماور.أقيمت أول لعبة للسيدات بين الكليات في 4أبريل سنة 1896، تنافسن لاعبات ستانفورد ضد كاليفورنيا، 9-على-9، إنتهت 2-1 لصالح ستانفورد ونشرت كلارا باير أول كتاب لقواعد لعبة كرة السلة للسيدات في سنة 1895، وسمت اللعبة بالبداية بـ 'Basquette' ، ثم اسمته في تنقيحه الأول بقواعد كرة السلة لكلية نيوكمب والذي نشر في 1908. تبنت مؤسسة الرياضة النسائية التي تشكلت في سنة 1974 خمسة لاعبات للعبة بكل الميدان في سنة 1971. لا تزال لعبة كرة السلة لكليات الفتيات رائجة بشكل كبير في جميع أنحاء أمريكا الشمالية مع الرياضات التي ترعاها الجمعيات الرياضية الرئيسية للكلية: الرابطة الوطنية للاعبين الرياضيين بين الكليات والرابطة الوطنية للألعاب الرياضية بين الكليات والرابطة الوطنية الرياضية لكلية جونيور والرابطة الوطنية لرياضة الجامعات المسيحية والجمعية الرياضية الخاصة بطلاب الكلية الكندية والرياضة بين الجامعات الكندية. ويعتبر القسم الأول من الرابطة الوطنية للأعبين الرياضيين بين الكليات من أعلى مستوى من المنافسة الكلية، مع فائز الرابطة الوطنية الأولى لرياضة كرة سلة الجامعات السنوي، وقد فازت جامعة كونيتيكت أخر أربع بطولات وطنية للرابطة الأولى لرياضة كرة سلة الجامعات (2013-2016).
دوري المحترفين
إنشئت عدة بطولات للدوري الاحترافي في العديد من البلدان تتضمن الولايات المتحدة وأوروبا واليابان وإنجلترا وأستراليا.
المنافسات الدولية
سرعان ما إنتشرت هذه الرياضة دولياً ويتواجد اللاعبون والفرق المميزة اليوم حول العالم على الرغم من انها كانت في الأصل رياضة أمريكية وتتواجد بطولات الدوري لكرة السلة في معظم مناطق العالم بما فيها أستراليا وأسيا وأمريكا الجنوبية وأوروبا.
المنافسات الدولية الإضافية
بالإضافة إلى الألعاب الأولمبية وكأس العالم للسيدات، لعبة كرة السلة للسيدات، وكما أنها تشارك في دورة الألعاب الأمريكية وألعاب الكاريبي وألعاب أمريكا الوسطى، إن أول ظهور للعبة كرة السلة للسيدات كانت في دورة ألعاب الكومنولث سنة 2006، لعبة كرة السلة (لكل من الرجال والنساء) واحدة من الرياضات قد تكون الدولة المضيفة لألعاب الجزيرة قد تحددها لمنافسة، وتتنافس النساء ايضاً في كرة السلة على الكرسي المتحرك في الألعاب البارالمبية.

## حول العالم
أفريقيا
إن الاتحاد الأفريقي لكرة السلة للبطولات الأفريقية للسيدات هي للبطولات القارية وتلعب كل سنتين تحت إشراف الاتحاد الدولي لكرة السلة، الهيئة الرئيسية لكرة السلة ومنطفة أفريقيا، كما تخدم البطولة بتأهيل الفرق للمشاركة في بطولة كأس العالم لكرة السلة للسيدات وبطولة كرة السلة الأولمبية.
أمريكا
الولايات المتحدة
كانت للمادة التاسعة Title IX في الولايات المتحدة أثر في أهم الأحداث الرئيسية بتطور لعبة كرة السلة للسيدات، صدرت في1972 لتنهي التمييز الجنسي وتبسيط القبول في الكليات والمواد الأكاديمية (ماكدونا، بابانو، 2008) ولذلك كان هدف الكونغرس الأصلي هو القضاء على هذا التمييز في العمليات التعليمية والأكاديمية، وينظر اليوم للمادة التاسعة عموماً على أنها حالة مشكلة عدم المساواة بين الجنسين في الألعاب الرياضية، على الأقل في البيئات التعليمية. (ماكدونا، بابانو، 2008، 79). بدأت ببساطة بتضمين التعليم ولكن تحولت بعدها إلى جدل رياضي، قامت بمكافحة بعض الجماعات كالرابطة الوطنية للأعبين الرياضيين بين الكليات من أجل إبقاء الأمور كما كانت عليه بخصوص الرياضات الرجالية. كان للرابطة الوطنية للاعبين الرياضيين بين الكليات مجموعة من البرامج وحصلت على الدعم المالي والشعبي ولا تريد رمي كل هذا هباءً (ماكدونا، بابانو، 2008).
أصدرت وزارة الصحة والتعليم ودائرة الشؤون الاجتماعية أنظمة المادة التاسعة المتعلقة بشأن المسابقات الرياضية التي تجري بين الكليات (ماكدونا، بابانو، 2008). تحوي المادة التاسعة على إنه إذا كانت لدى المدرسة فريق رياضي خاص للأولاد فإنه يجب وجود فريق خاص للفتيات. وسيحصل هذا إلا إذا كانت الرياضة الرجالية في رابطة رياضية أي أن القاعدة لا تطبق بشكل إلزامي، وفي سنة 1978أُجبِرت الكليات والجامعات على تطبيق قواعد المادة التاسعة ولوائحها، ووجب على الإدارات الرياضية الانضمام إلى واحدة من الثلاث متطلبات والتي كانت قانون التناسب أو قاعدة المساواة بين الجنسيين أو قانون التقدم التاريخي (ماكدونا، بابانو، 2008).
كل هذه المتطلبات التي تحتويها المادة التاسعة وأنظمتها تكون بطريقة عادلة ولضمان توافق المدارس مع المادة التاسعة، سيواجهون عاقبة خسارة التمويل الإتحادي لكل إخلال تستلزم قاعدة التناسب أن توفر المدرسة فرص متناسبة للتسجيل، فعلى سبيل المثال إذا كان لمدرسة نسبة 55% طالب و45% طالبة فيجب أن تكون مشاركة الرياضيين55:45 (ماكدونا، بابانو، 2008). إن قاعدة التناسب لا تطبق فقط في المشاركة الرياضية بل إنها تطبق أيضاً على المنح الدراسية. "إذا كانت الكلية تنفق 400.000 دولاراً في السنة على المنح الرياضية ونصف المشاركين الرياضين من النساء إذن نصف هذا المبلغ 200.000 ينبغي أن يكون لتمويل المنح الرياضية للنساء" (ماكدونا، بابانو، 2008، 299). تستلزم قاعدة المساواة بين الجنسين بأنه يجب على المدارس إثبات بأنها "تجمع مصلحة الجنس والذي يساء تمثيله وهذا يحدث لكونهم نساء (ماكدونا، بابانو، 2008) وإذا كانت المدرسة غير قادرة على توفير فرص متناسبة يستلزم قانون التقدم التاريخي على وجوب عرض مزيد من الفرص بالنسبة الجنس الأقل تمثيلاً (ماكدونا، بابانو، 2008).